# Blanche (métro de Paris)
Pour les articles homonymes, voir Blanche.
Blanche est une station de la ligne 2 du métro de Paris, située à la limite des 9e et 18e arrondissements de Paris.

## Situation
La station est implantée à la limite administrative entre le quartier Saint-Georges au sud et le quartier des Grandes-Carrières au nord. Elle se trouve sous le boulevard de Clichy à l'est de la place Blanche, les quais étant établis entre cette dernière et l'amorce de la rue Coustou. Approximativement orientée selon un axe est-ouest, elle s'intercale entre les stations Place de Clichy et Pigalle. En direction de Porte Dauphine, elle est précédée d'une voie d'évitement en impasse, embranchée en talon.

## Histoire
La station est ouverte le 21 octobre 1902, soit deux semaines après la mise en service du tronçon entre Étoile (aujourd'hui Charles de Gaulle - Étoile) et Anvers de la ligne 2 Nord, intervenue le 7 octobre précédent. Jusqu'à son achèvement, les rames de métro la traversaient sans y marquer l'arrêt. Cette même ligne devient plus simplement la ligne 2 le 17 octobre 1907 à la suite de l'absorption de la ligne 2 Sud (section de l'actuelle ligne 6) par la ligne 5, effective depuis le 14 octobre précédent.
La station doit sa dénomination à sa proximité avec la place Blanche d'une part et la rue Blanche d'autre part, cette dernière étant autrefois traversée par des tombereaux chargés de plâtre extrait de la plâtrière de Montmartre, qui laissaient derrière eux des traînées de poudre blanchissant le quartier.
Dans les années 1960, les quais font l'objet d'une première modernisation par la mise en place d'un carrossage métallique sur les piédroits, doté de montants horizontaux de couleur vert d'eau ainsi que de cadres publicitaires dorés, éclairés par le haut. Cet aménagement, alors largement déployé sur le réseau en tant que moyen de rénover les stations rapidement et à moindre coût, voit ses lambris métalliques repeints en bleu dans les années 1990 et ses bancs d'origine remplacés par des sièges blancs de style « Motte », lesquels rompent ainsi l'uniformité colorimétrique de la décoration.
Dans le cadre du programme « Renouveau du métro » de la RATP, la station est rénovée une seconde fois en 2010, ce qui entraîne le retrait définitif du carrossage publicitaire sur les quais au profit d'un renouvellement à l'identique du carrelage blanc biseauté d'origine.

## Services aux voyageurs

### Accès
La station dispose d'un unique accès intitulé « Boulevard de Clichy », débouchant à l'extrémité occidentale de la promenade Jacques-Canetti, sur le terre-plein central du boulevard précité face au no 59 de ce dernier. Constitué d'un escalier fixe, il est orné d'un édicule Guimard inscrit au titre des monuments historiques par l'arrêté du 29 mai 1978, protection renouvelée le 12 février 2016.

Accès à la station
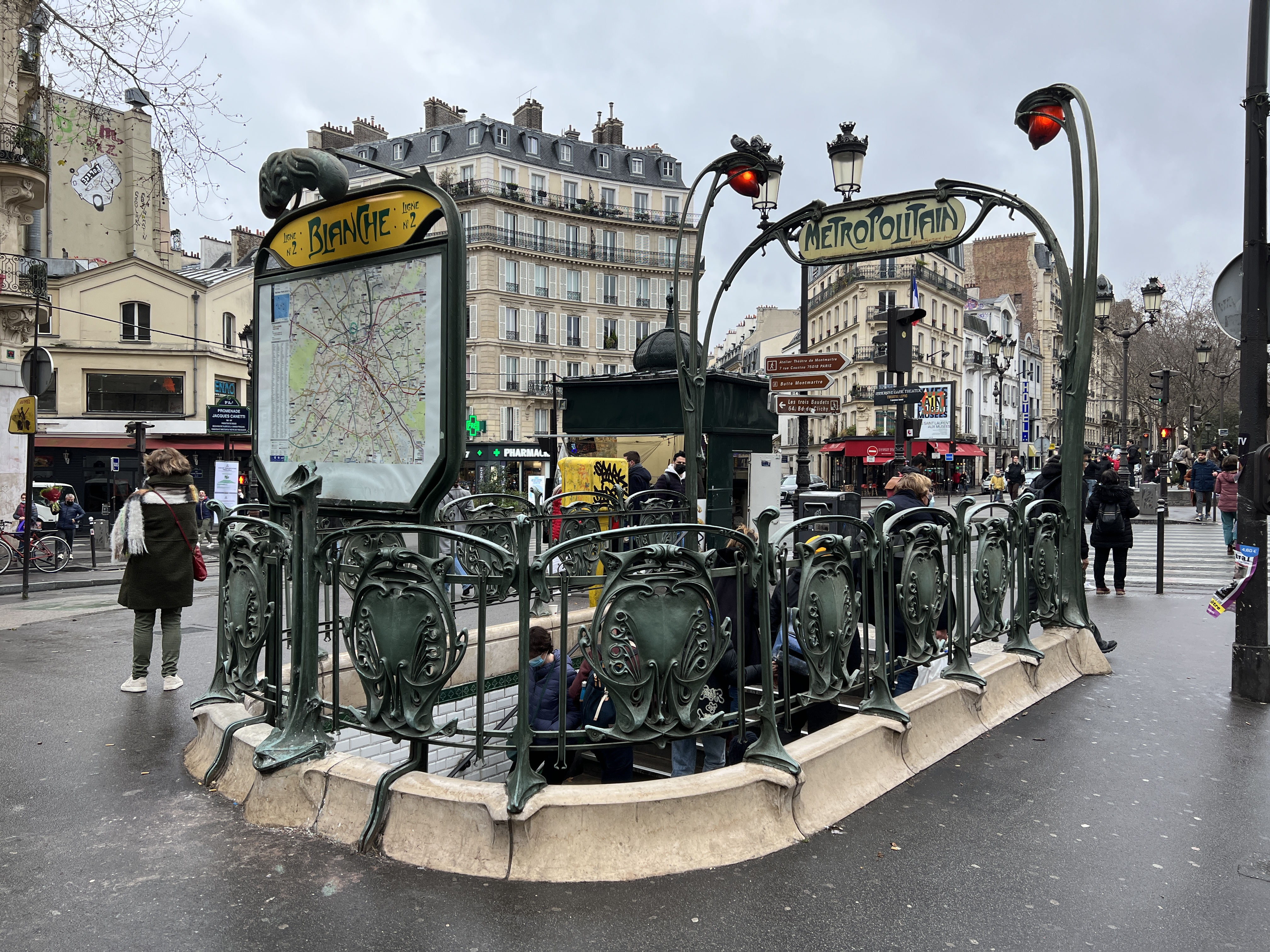
L'entrée de la station avec son édicule Guimard.
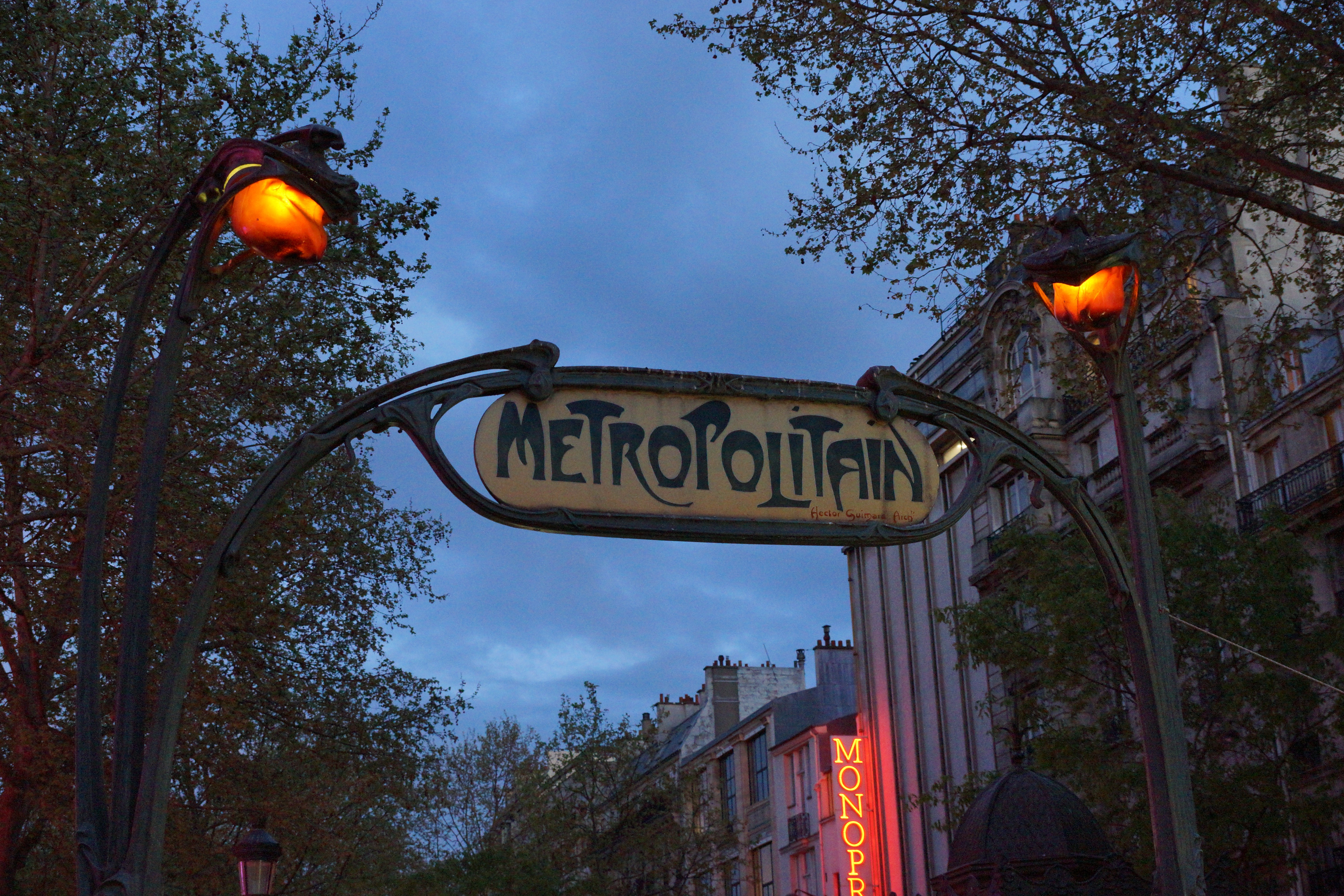
Détail du portique de l'édicule d'accès, vu au crépuscule.

### Quais
Blanche est une station de configuration standard pour le métro de Paris : elle possède deux quais, d'une longueur conventionnelle de 75 mètres, séparés par les voies du métro situées au centre et la voûte est elliptique. La décoration est du style utilisé pour la majorité des stations du métro : les bandeaux d'éclairage sont blancs et arrondis dans le style « Gaudin » du renouveau du métro des années 2000, et les carreaux en céramique blancs biseautés recouvrent les piédroits, la voûte ainsi que les tympans. Les cadres publicitaires sont en céramique blanche et le nom de la station est inscrit en police de caractères Parisine sur des plaques émaillées. Les sièges sont de style « Akiko » de couleur orange.

Quais de la station
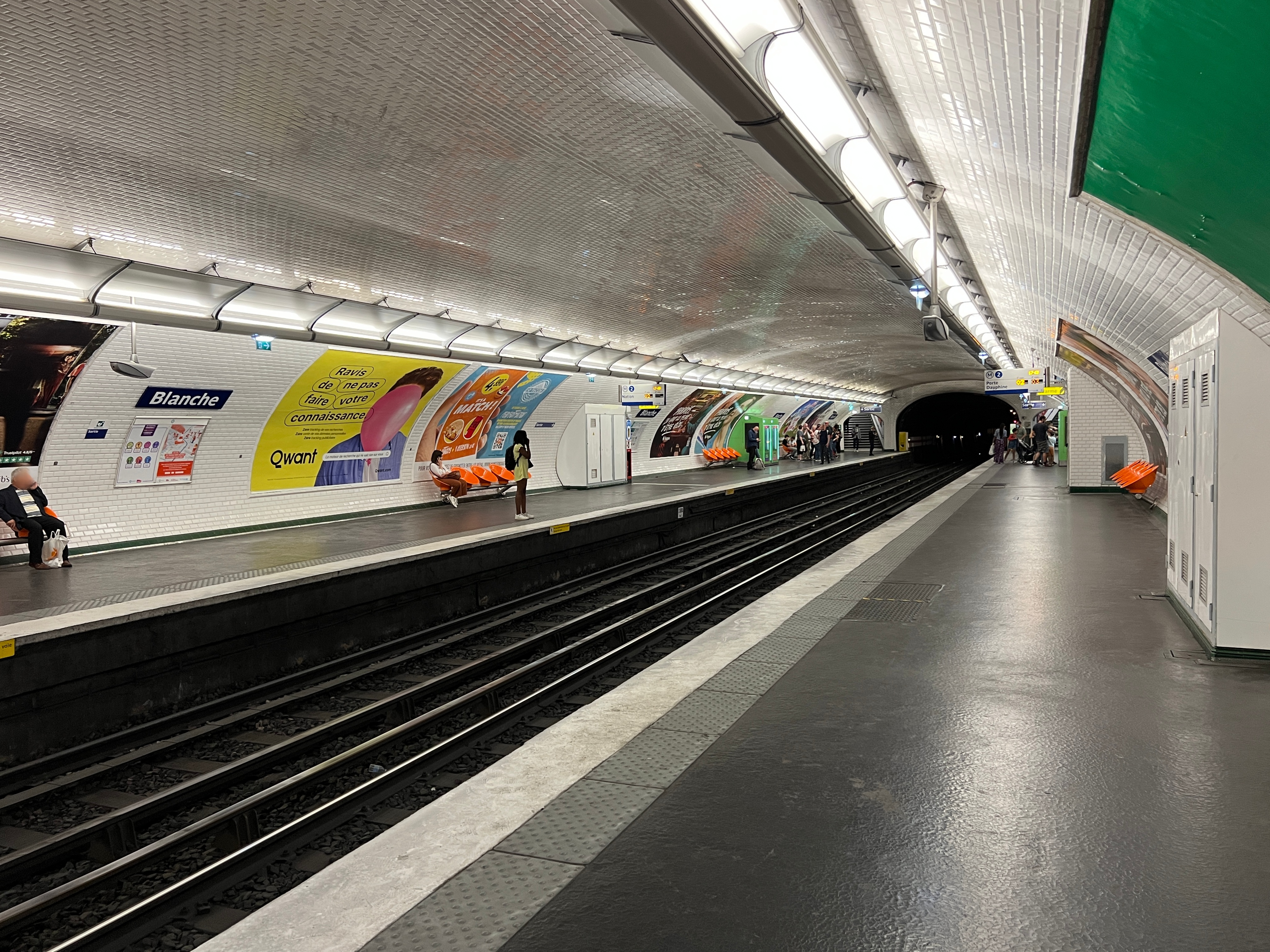
Les quais vus en direction de Porte Dauphine.
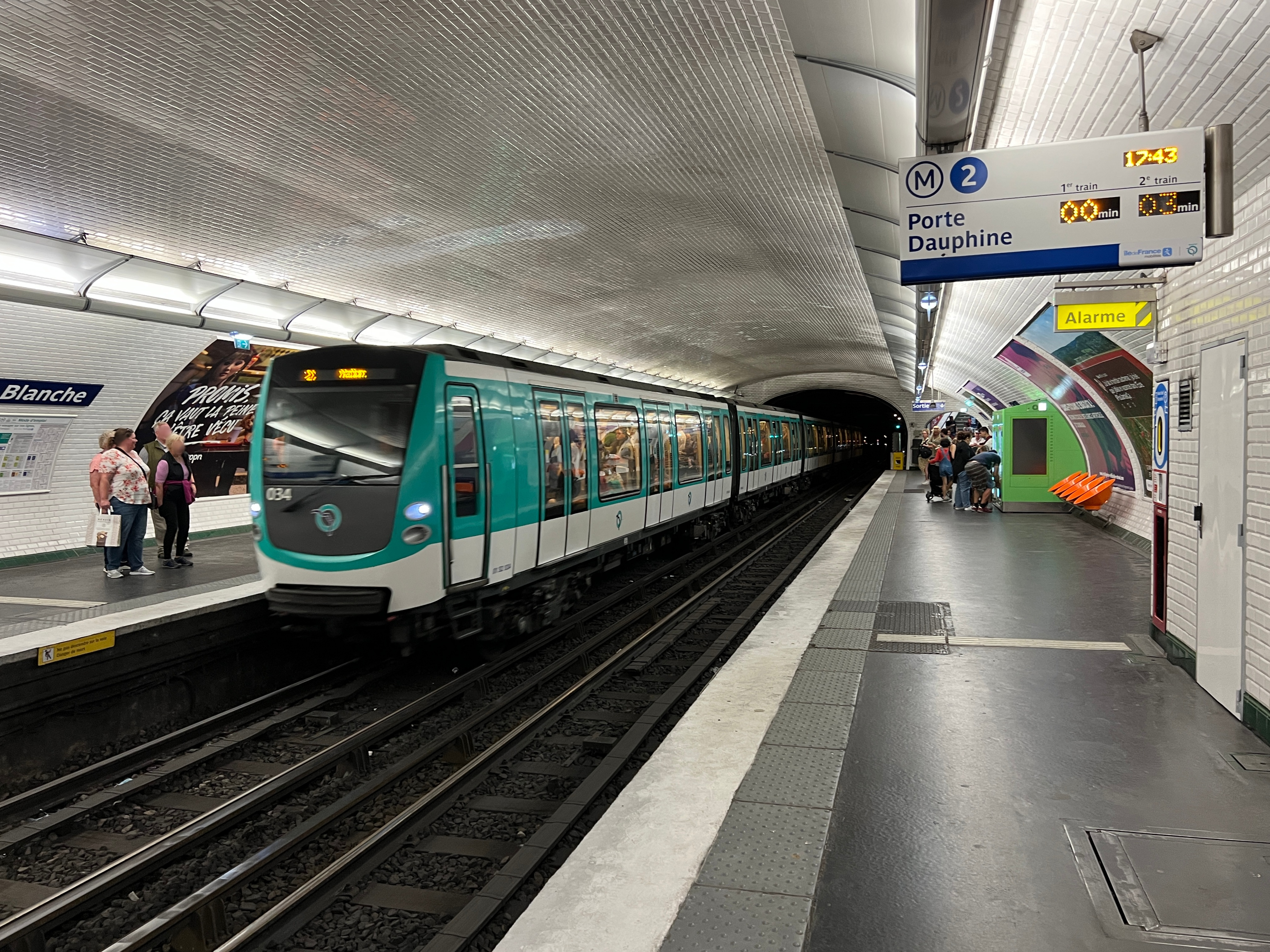
Arrivée d'une rame MF 01 en direction de Nation.
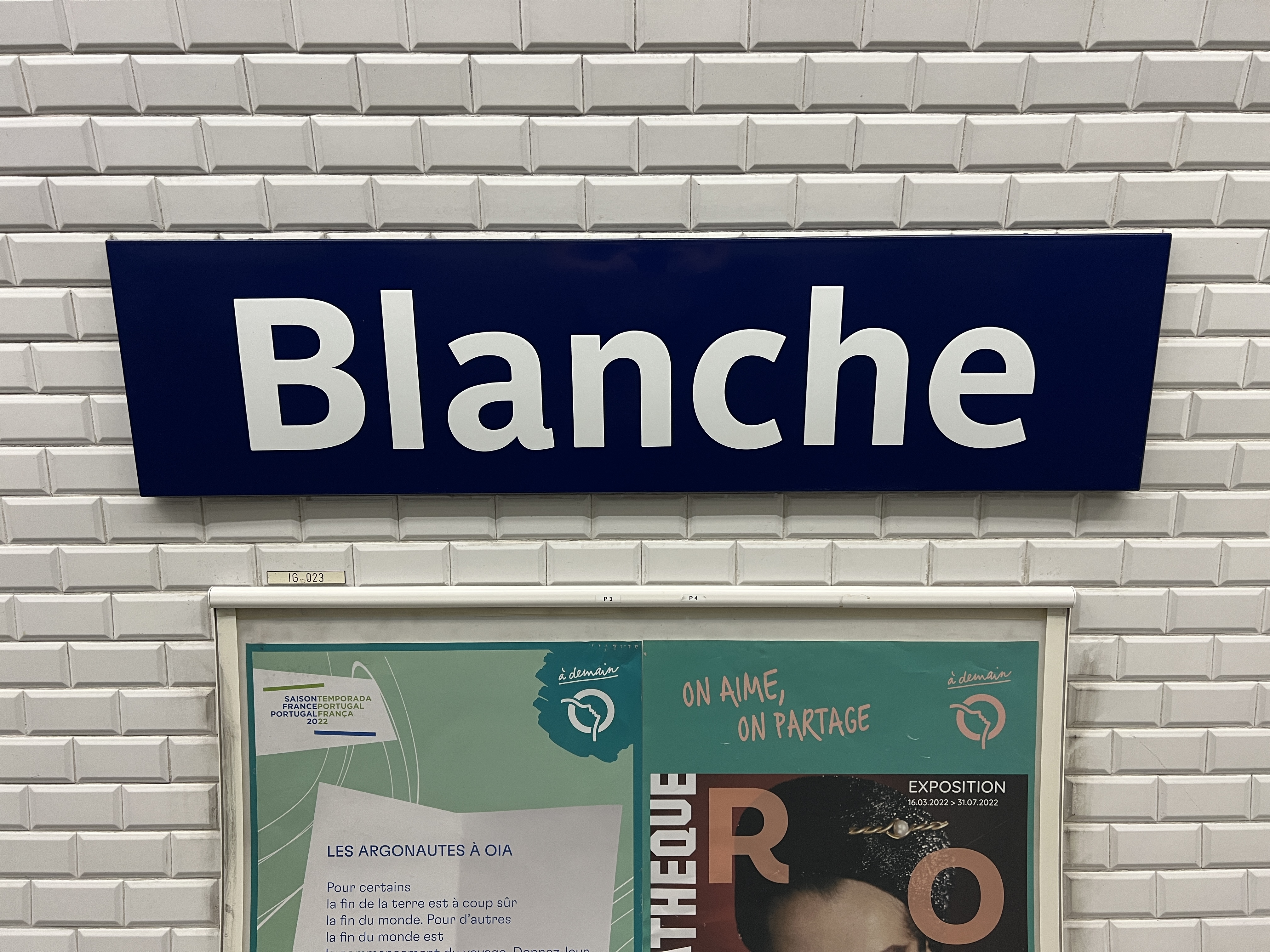
Plaque émaillée indiquant le nom de la station.

### Intermodalité
La station est desservie par les lignes 30, 54, 68 et 74 du réseau de bus RATP et, la nuit, N01 et N02 du réseau Noctilien.

## Fréquentation
Nombre de voyageurs entrés à cette  station :
| Année                      | 2013      | 2014      | 2015      | 2016      | 2017      | 2018      | 2019      | 2020      | 2021      |
| -------------------------- | --------- | --------- | --------- | --------- | --------- | --------- | --------- | --------- | --------- |
| Nombre de voyageurs par an | 4 251 153 | 4 278 243 | 4 090 091 | 3 829 404 | 3 997 296 | 4 120 807 | 3 893 362 | 1 680 852 | 2 167 570 |
| Rang                       | 113e      | 114e      | 117e      | 130e      | 125e      | 127e      | 122e      | 152e      | 163e      |
| Nombre de stations         | 302       | 302       | 302       | 302       | 302       | 302       | 302       | 304       | 304       |

## À proximité
- Versant sud-ouest de la butte Montmartre
- Nouvelle Athènes
- Moulin Rouge
- Les Trois Baudets
- Théâtre des Deux Ânes
- Square Hector-Berlioz
- Musée de la Vie romantique
- Cimetière de Montmartre